# Селедцов, Иван Федосеевич
Иван Федосеевич Селедцов (1914—1942) — старший лейтенант Рабоче-крестьянской Красной Армии, участник Великой Отечественной войны, Герой Советского Союза (1942).

## Биография
Иван Селедцов родился 23 июня 1914 года в селе Кронштадтка (ныне — Спасский район Приморского края). После окончания сельской школы работал бетонщиком. Позднее окончил курсы счетоводов и работал сначала в торговле, затем на хлебозаводе. В марте 1936 года Селедцов был призван на службу в Рабоче-крестьянскую Красную Армию. В 1939 году он окончил курсы младших лейтенантов. С ноября 1941 года — на фронтах Великой Отечественной войны.
К июню 1942 года старший лейтенант Иван Селедцов командовал танковым батальоном 156-й танковой бригады 38-й армии Юго-Западного фронта. Отличился во время Харьковской операции 1942 года. 10-12 июня 1942 года батальон Селедцова в боях у села Балаклея Харьковской области Украинской ССР уничтожил 6 артиллерийских орудий, 2 дзота, 20 грузовых автомашин и большое количество солдат и офицеров противника. 22 июня 1942 года в бою у деревни Ивановка Шевченковского района Селедцов со своим батальоном уничтожил 8 танков и 2 штурмовых орудия, однако и сам погиб. Похоронен у села Коваленки Шевченковского района Харьковской области Украины.
Указом Президиума Верховного Совета СССР «О присвоении звания Героя Советского Союза начальствующему составу Красной Армии» от 5 ноября 1942 года за «образцовое выполнение боевых заданий командования на фронте борьбы с немецкими захватчиками и проявленные при этом отвагу и геройство» старший лейтенант Иван Селедцов посмертно был удостоен высокого звания Героя Советского Союза. Также был награждён орденами Ленина и Красного Знамени.
В честь Селедцова названы улица и школа, установлен бюст в его родном селе, названа улица в Партизанске.